# Odontoptila siculodaria
Odontoptila siculodaria là một loài bướm đêm trong họ Geometridae.